# 永香冰室

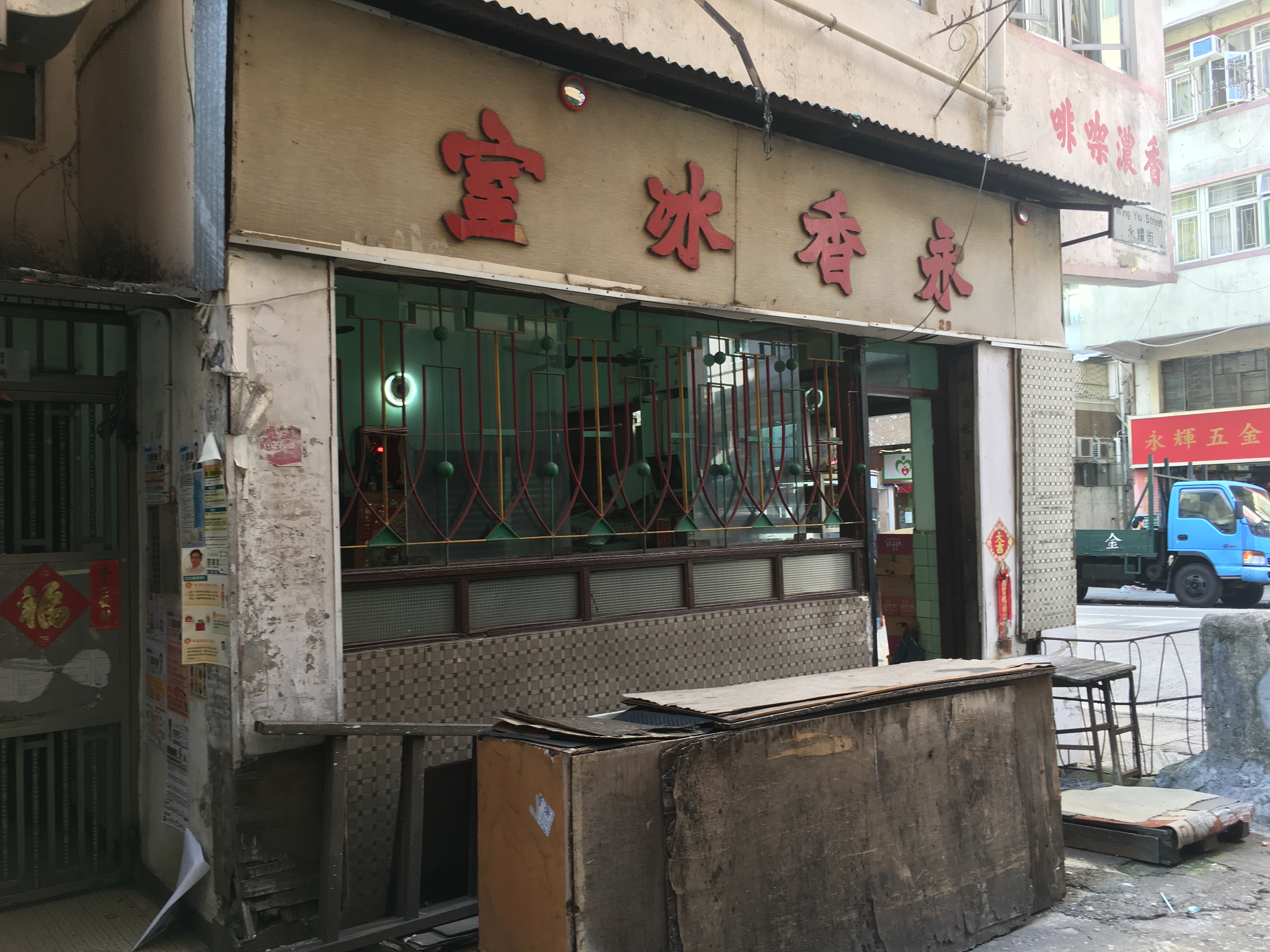
永香冰室

永香冰室，是一間位於九龍城區土瓜灣炮仗街29號的茶餐廳，開業於1959年。冰室仍保留不少上世紀50年代的裝飾。
冰室昔日的客源大多來自土瓜灣工廠的工人。隨着該區的工業式微，現在人流都只剩街坊，而冰室現今只有老闆海哥和母親兩人經營。

## 保留特色

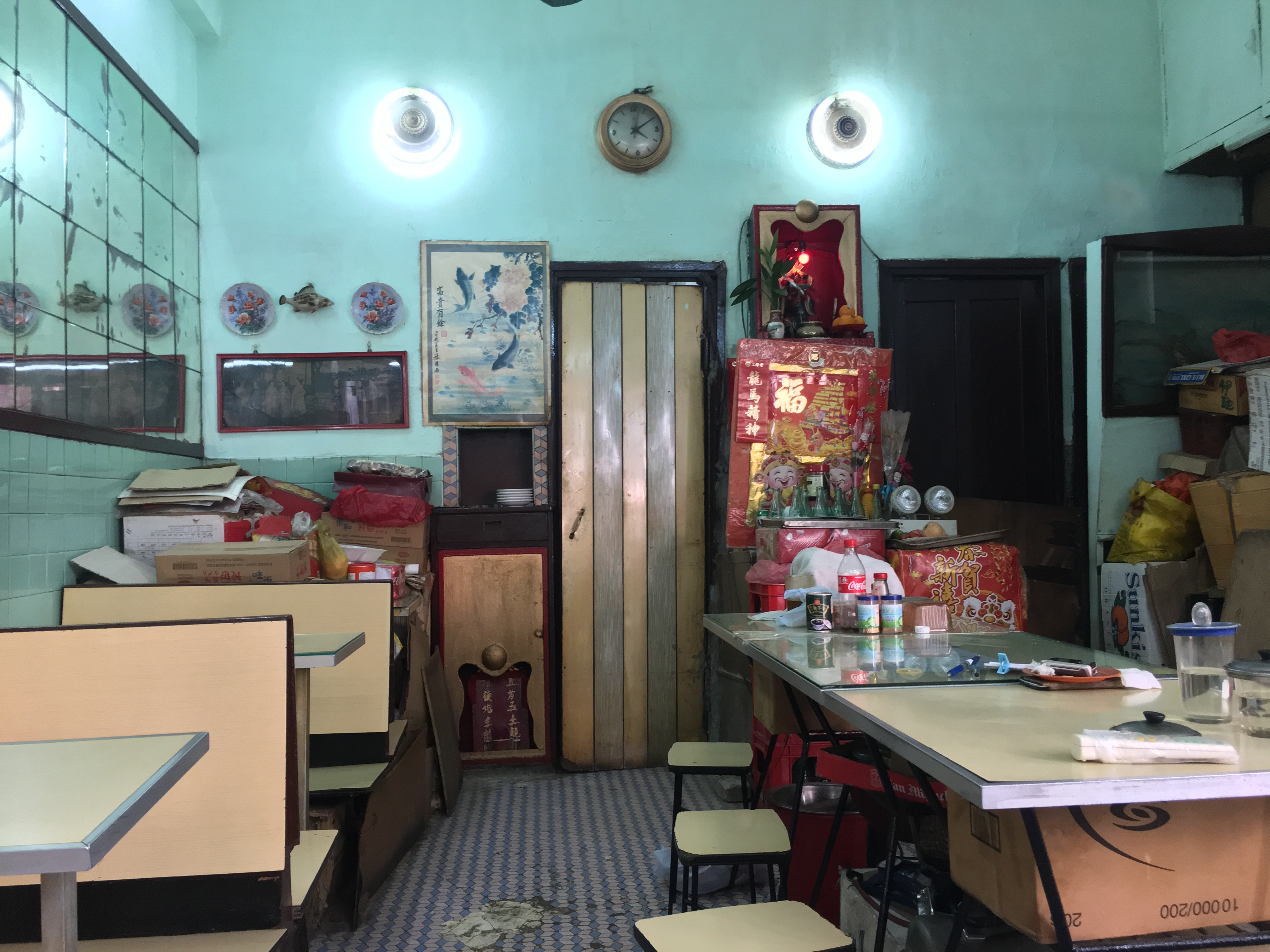
牆上掛有上世紀的燈飾

- 紙皮石牆身
- 掛天花板的大風扇
- 三維視覺的幾何三色地磚
- 舖面「出㱺麵飽」的字樣
- 市政局發出的「有牌照食物館」牌照

## 圖片集

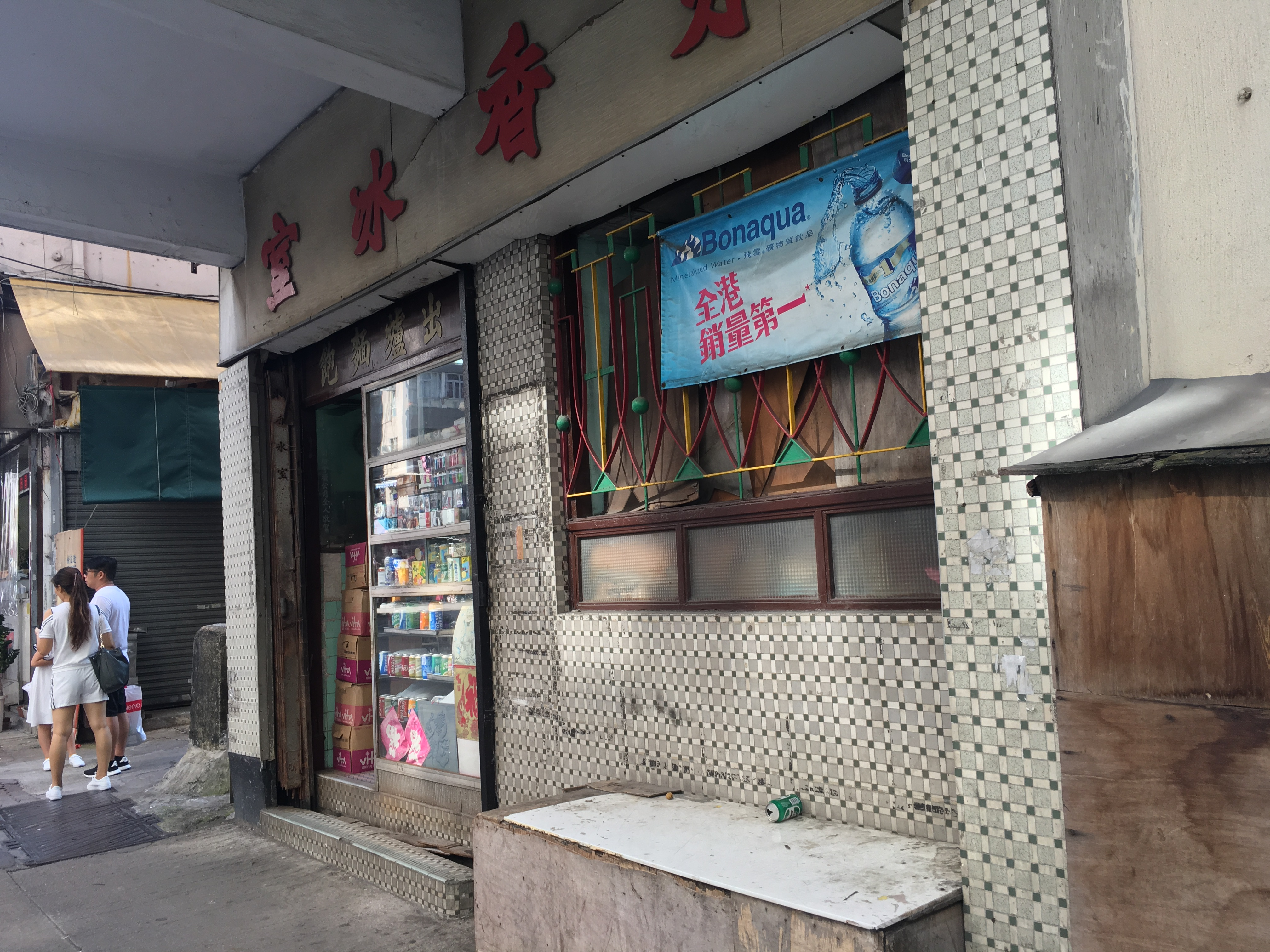
面向炮仗街的一邊
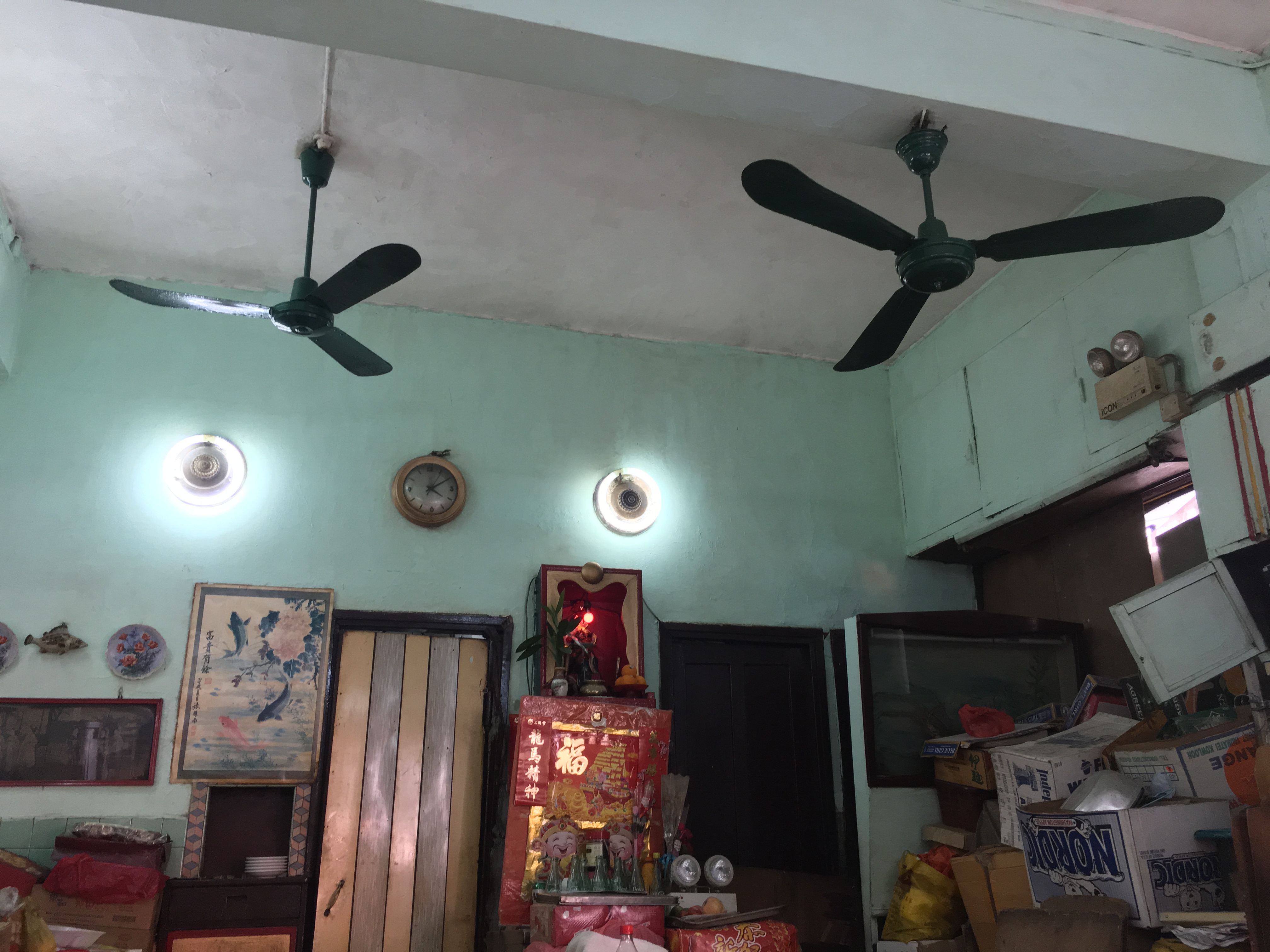
舖頭只以風扇乘涼
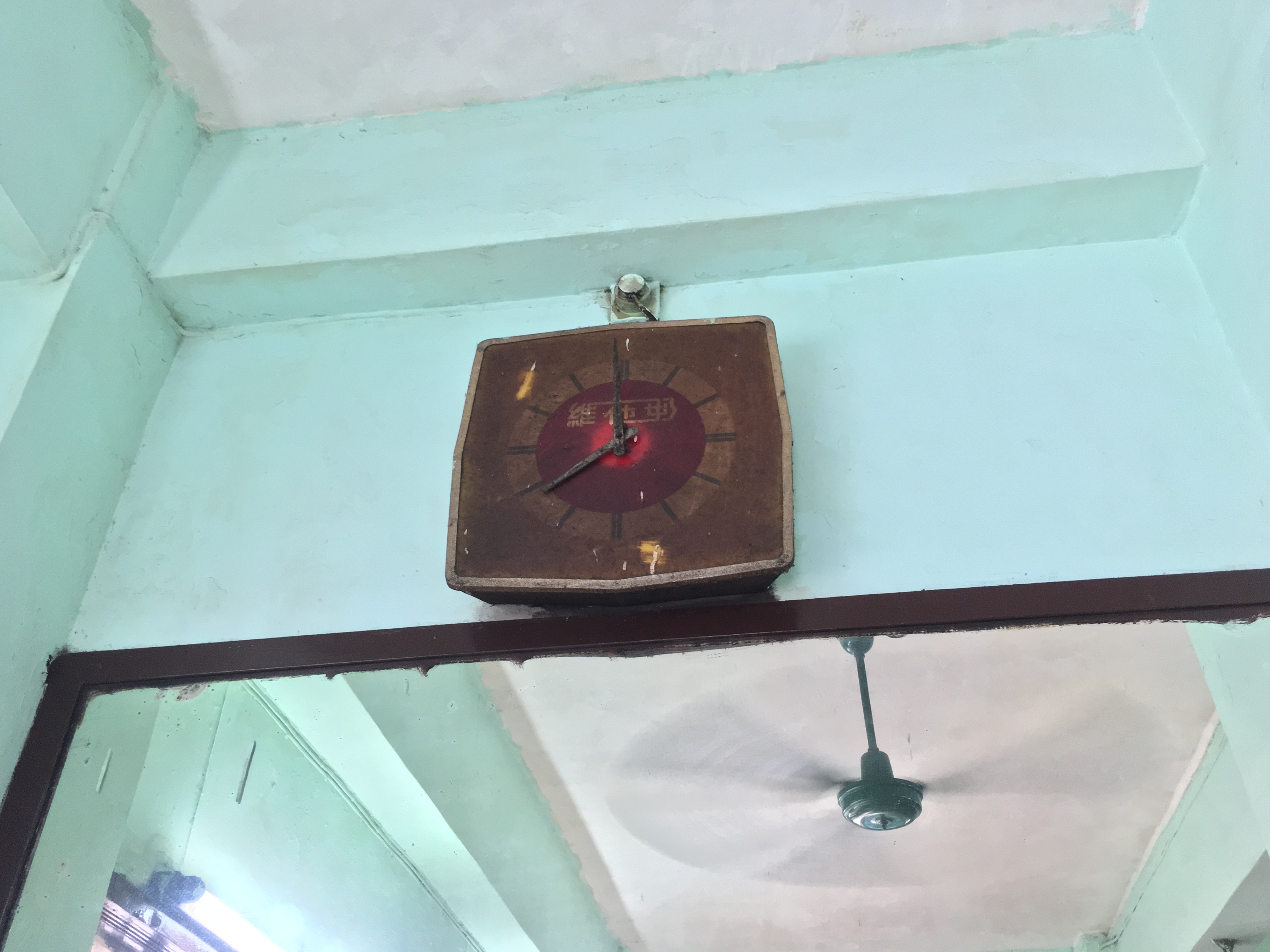
沒電的掛鐘
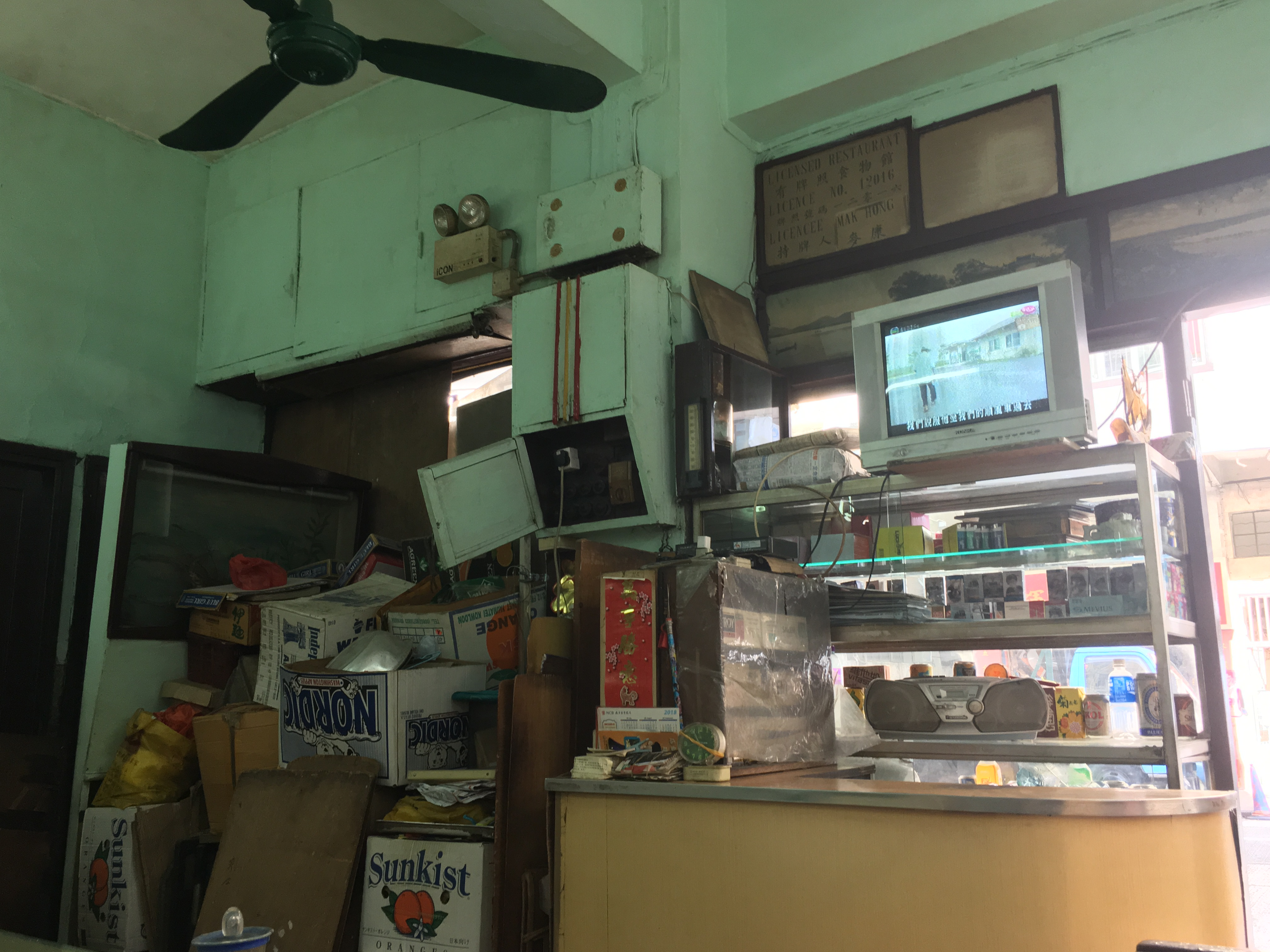
舖面有香煙售賣
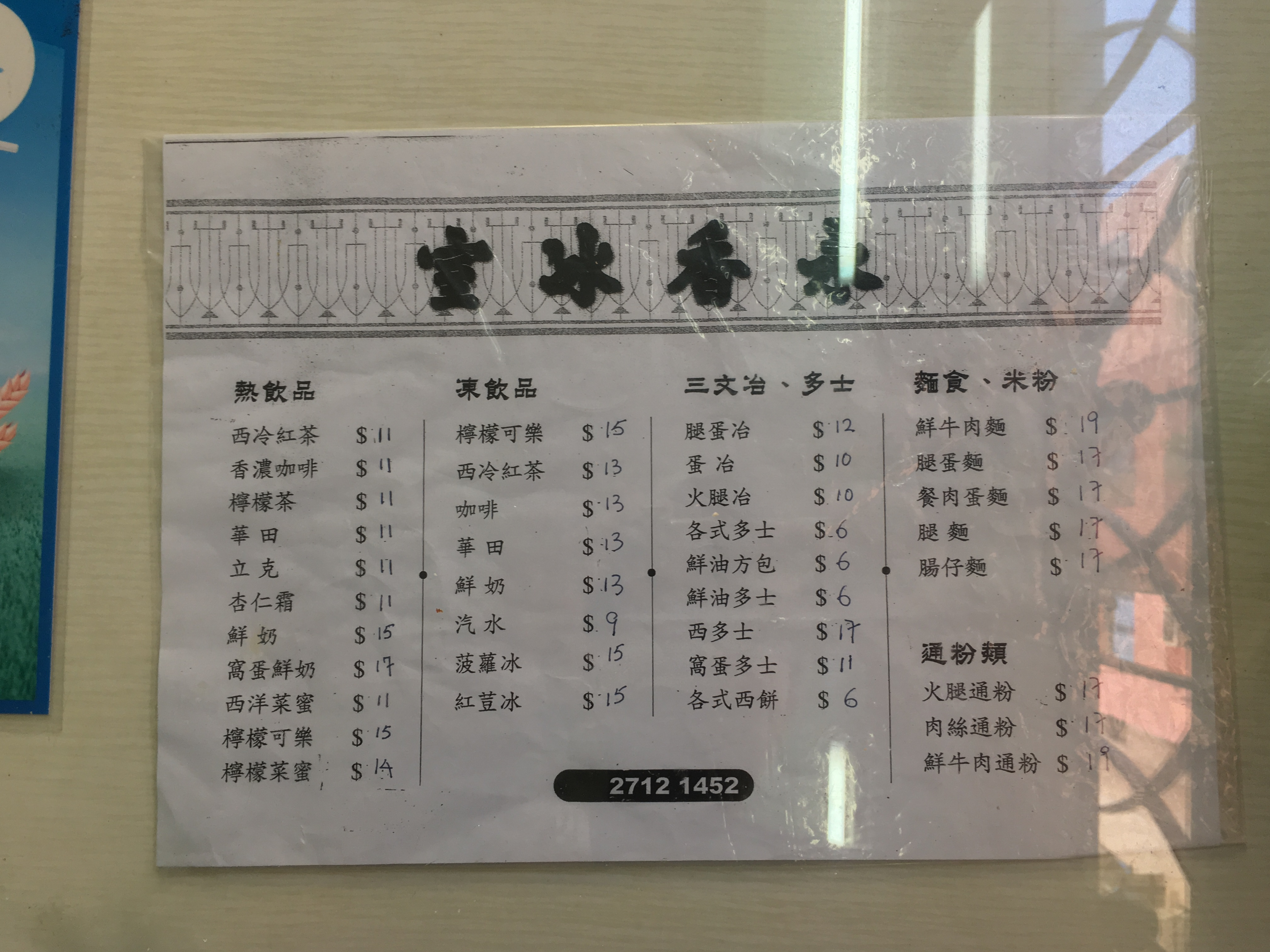
餐單

## 流行文化
無綫電視25周年台慶劇，1992年播出的《大時代》中，第五集有幕說到玲姐（藍潔瑛 飾）在永香冰室用膳期間遇見丁蟹（鄭少秋飾）。